# Puente de Santa Catalina
De Puente de Santa Catalina (Baskisch: Santa Katalina zubia) is een brug over de rivier Urumea in de Spaanse stad San Sebastian, in de autonome gemeenschap Baskenland. Het is de tweede brug vanaf de monding van de rivier in de Cantabrische Zee en verbindt het centrum van de stad met het district Gros. Het is een van de belangrijkste oeververbindingen in de stad, en vormt als verbinding tussen de Avenida de la Libertad in het centrum en de Calle de Miracruz in Gros een van de belangrijkste verkeersassen in het centrum. 

## Geschiedenis
Op de plek van de Puente de Santa Catalina ligt in ieder geval al sinds 1377 een brug, vernoemd naar een kerk gewijd aan Santa Catalina in de buurt. In 1585 is de oeververbinding vernietigd door een vloedstorm. Documenten uit de 16e eeuw beschrijven dat er tol werd geheven op de brug, wat vooral boeren uit dorpen in de omgeving benadeelde, die daardoor een hogere prijs voor hun waren vroegen op de markt van San Sebastian. De brug zoals die er in de 17e eeuw lag, kon in het midden geopend worden om schepen door te laten. 
Door het strategische belang van de brug voor de stad, is deze meerdere malen verwoest geweest, in de 19e eeuw alleen al viermaal. Het is de brug zoals die voor de laatste maal is herbouwd in 1873 die er nu nog ligt.

## Constructie
De oorspronkelijke brug had 5 bogen, was 127 meter lang en 12 meter breed, maar met de aanleg van de Paseo de Francia op de rechteroever is de boog die aan die kant niet over de rivier ging maar over de kade, gesloten. Het sobere neoclassicistische ontwerp is van Antonio de Corazar, en wordt gekenmerkt door een betonnen gewelf en kleurverschillen door het gebruik van verschillende materialen. Op de pijlers staan de wapens van Spanje, van de provincie, Gipuzkoa, en van de vier juridische arrondissementen in de provincie: San Sebastian, Tolosa, Bergara en Azpeitia. 
Sinds de bouw zijn er verschillende verbeteringen aangebracht, met name verstevigingen en verbredingen: de brug maakte deel uit van de doorgaande route van Madrid naar de Franse grens. In 1924 is de brug verbreed tot 25 meter, en twee jaar later, in 1926, zijn de monumentale gietijzeren lantaarnpalen geplaatst. 